# 大卫·奈恩伯格
大卫·奈恩伯格（英語： 1965年5月6日—）是一位美国历史学家，曾任芝加哥大学教授，2021年任普林斯顿高等研究院的第10任院长。